# 田中良 (アニメーター)
田中 良（たなか りょう、1965年8月27日 - ）は、日本のアニメーター、キャラクターデザイナー、メカニックデザイナー。東京都出身。
東京デザイナー学院（現：東京ネットウエイブ）中退。スタジオたくらんけ、フィルムマジック、スタジオ座円洞を経て、現在はフリーランス。
アニメーション演出家・監督の水島精二は高校・専門学校時代の同期である。

## 参加作品

### テレビアニメ
1984年
- 北斗の拳（原画）

1990年
- からくり剣豪伝ムサシロード（作画監督）
- RPG伝説ヘポイ（作画監督）

1991年
- ゲンジ通信あげだま（作画監督）

1992年
- 幽☆遊☆白書（作画監督）

1995年
- バーチャファイター（キャラクターデザイン、作画監督[1]）

1996年
- 名探偵コナン（OP作画）

1998年
- DTエイトロン（キャラクターデザイン）
- SHADOW SKILL -影技-（原画）
- ジェネレイターガウル（原画、オープニング作画協力）
- 聖ルミナス女学院（原画）

1999年
- THE ビッグオー（原画）

2000年
- ルパン三世 1$マネーウォーズ（キャラクターデザイン、原画[2]）

2001年
- 電脳冒険記ウェブダイバー（作画監督）
- ナジカ電撃作戦（メカニックデザイン）

2002年
- 爆闘宣言ダイガンダー（アクション作画、作画監督）

2004年
- ゾイドフューザーズ（原画）

2007年
- 機神大戦ギガンティック・フォーミュラ（作画監督）
- バッカーノ!（作画監督、原画）

2008年
- 喰霊-零-（原画）

2009年
- アキカン!（キャラクターデザイン、総作画監督）
- バトルスピリッツ 少年激覇ダン（作画監督、原画）
- テガミバチ（原画）

2010年
- デュラララ!!（原画）
- 一騎当千 XTREME XECUTOR（アクション作画監督）
- 祝福のカンパネラ（原画）
- そらのおとしものf（フォルテ）（キーアニメーター、作画監督、原画）
- 海月姫（OP原画）
- 咎狗の血（原画）

2011年
- 青の祓魔師（原画）
- IS 〈インフィニット・ストラトス〉（原画）
- Dororonえん魔くん メ〜ラめら（原画）
- デッドマン・ワンダーランド（原画）
- 夏目友人帳 参（OP原画）
- 神様ドォルズ（原画）
- Persona4 the ANIMATION（原画・OP原画）

2012年
- イクシオン サーガ DT（絵コンテ・原画・OP/ED原画）
- 人類は衰退しました（原画）
- ZETMAN（原画・OP原画）
- トータル・イクリプス（原画）
- 夏目友人帳 肆（OP原画）
- ハイスクールD×D（原画・OP原画）
- LUPIN the Third -峰不二子という女-（原画）

2013年
- AMNESIA（原画・OP原画）
- THE UNLIMITED 兵部京介（原画・OP原画）
- DEVIL SURVIVOR 2 the ANIMATION（原画）
- ハイスクールD×D NEW（原画）
- やはり俺の青春ラブコメはまちがっている。（原画）
- 弱虫ペダル（絵コンテ・原画）

2014年
- アルドノア・ゼロ（OP原画）
- いなり、こんこん、恋いろは。（OP原画）
- 神々の悪戯（原画）
- 健全ロボ ダイミダラー（メカニック・アクション監修・原画）
- 精霊使いの剣舞（原画・OP原画）
- ディーふらぐ!（原画・OP作画・OPアクションアニメーション）
- デート・ア・ライブII（OP原画）
- 弱虫ペダル GRANDE ROAD（絵コンテ・原画・OP/ED原画・ED絵コンテ・演出）

2015年
- 境界のRINNE（アクション作画監督）
- デュラララ!!×2 承（原画）
- ハイスクールD×D BorN（9話 作画監督・原画）

2017年
- アリスと蔵六（原画）

2021年
- 回復術士のやり直し（絵コンテ）

2022年
- オリエント（原画）

2023年
- 名探偵コナン（OP原画）

### 劇場アニメ
1992年
- アルスラーン戦記2（原画）

1994年
- 幽☆遊☆白書 冥界死闘篇 炎の絆（作画監督）

1997年
- 名探偵コナン 時計じかけの摩天楼（原画）

1998年
- 名探偵コナン 14番目の標的（原画）

1999年
- 名探偵コナン 世紀末の魔術師（原画）

2000年
- ああっ女神さまっ（原画）

2001年
- 名探偵コナン 天国へのカウントダウン（原画）

2009年
- 劇場版 ヤッターマン 新ヤッターメカ大集合! オモチャの国で大決戦だコロン!（原画）

2011年
- 劇場版 そらのおとしもの 時計じかけの哀女神（作画監督協力、原画）

2013年
- AURA 〜魔竜院光牙最後の闘い〜（原画）
- PERSONA3 THE MOVIE #1 Spring of Birth（アクションディレクター）
- ルパン三世VS名探偵コナン THE MOVIE（原画）

### OVA
1991年
- EXPER ZENON（原画）
- 魍魎戦記MADARA（原画）

1992年
- 甲竜伝説ヴィルガスト（原画）
- 永遠のフィレーナ（作画監督）

1993年
- 超時空世紀オーガス02（原画）

1995年
- 女神天国（アクションコーディネーター）

1997年
- AIKa（アクションコーディネーター、原画）

1998年
- 真ゲッターロボ 世界最後の日（原画）

1999年
- 青山剛昌短編集（原画）
- うさぎちゃんでCue!!（原画）
- 銀河英雄伝説外伝 螺旋迷宮（原画）

2000年
- 真ゲッターロボ対ネオゲッターロボ（メカデザイン協力、メカ作画監督）
- 炎のらびりんす（アクションコーディネーター）

2001年
- ぷにぷに☆ぽえみぃ（原画）
- マジンカイザー（メカ作画監督）

2002年
- カナリア 〜この想いを歌に乗せて〜（キャラクターデザイン、作画監督）

2004年
- 新ゲッターロボ（メカデザイン、作画監督）

2005年
- 鴉 -KARAS-（原画）
- スーパーロボット大戦ORIGINAL GENERATION THE ANIMATION（キャラクターデザイン、作画監督）

2006年
- 鬼公子炎魔（魔物デザイン、作画監督）

2009年
- 異世界の聖機師物語（原画）
- 聖闘士星矢 THE LOST CANVAS 冥王神話（オープニングアニメーション、原画）

2010年
- 怪物王女（原画）
- 聖闘士星矢 THE LOST CANVAS 冥王神話（原画）

2011年
- 聖闘士星矢 THE LOST CANVAS 冥王神話（作画監督）

2012年
- 史上最強の弟子ケンイチ（原画）

2013年
- アイアンマン：ライズ・オブ・テクノヴォア（原画）
- 弱虫ペダル（原画）

### ゲーム
1987年
- スーパーリアル麻雀PII（絵コンテ、キャラクターデザイン、作画監督、原画）

1988年
- スーパーリアル麻雀PIII（絵コンテ、キャラクターデザイン、作画監督、原画）

1993年
- スーパーリアル麻雀PIV（絵コンテ、キャラクターデザイン、作画監督、原画）

1994年
- スーパーリアル麻雀PV（絵コンテ、キャラクターデザイン、作画監督、原画）

1996年
- スーパーリアル麻雀PVI（絵コンテ、キャラクターデザイン、作画監督、原画）

1997年
- スーパーリアル麻雀P7（絵コンテ、キャラクターデザイン、作画監督、原画）

1998年
- 17歳～My Dear Angel～（キャラクターデザイン、原画）

1999年
- スーパーリアル麻雀VS（絵コンテ、キャラクターデザイン、作画監督、原画）

2003年
- スーパーリアル麻雀 for Mobile（絵コンテ、キャラクターデザイン、作画監督、原画）